# Atlides estesi
Atlides estesi är en fjärilsart som beskrevs av Clench 1942. Atlides estesi ingår i släktet Atlides och familjen juvelvingar. Inga underarter finns listade i Catalogue of Life.